# Johannes De Matta
Johannes De Matta (Valencia, XV secolo – XVI secolo) è stato un pittore spagnolo.

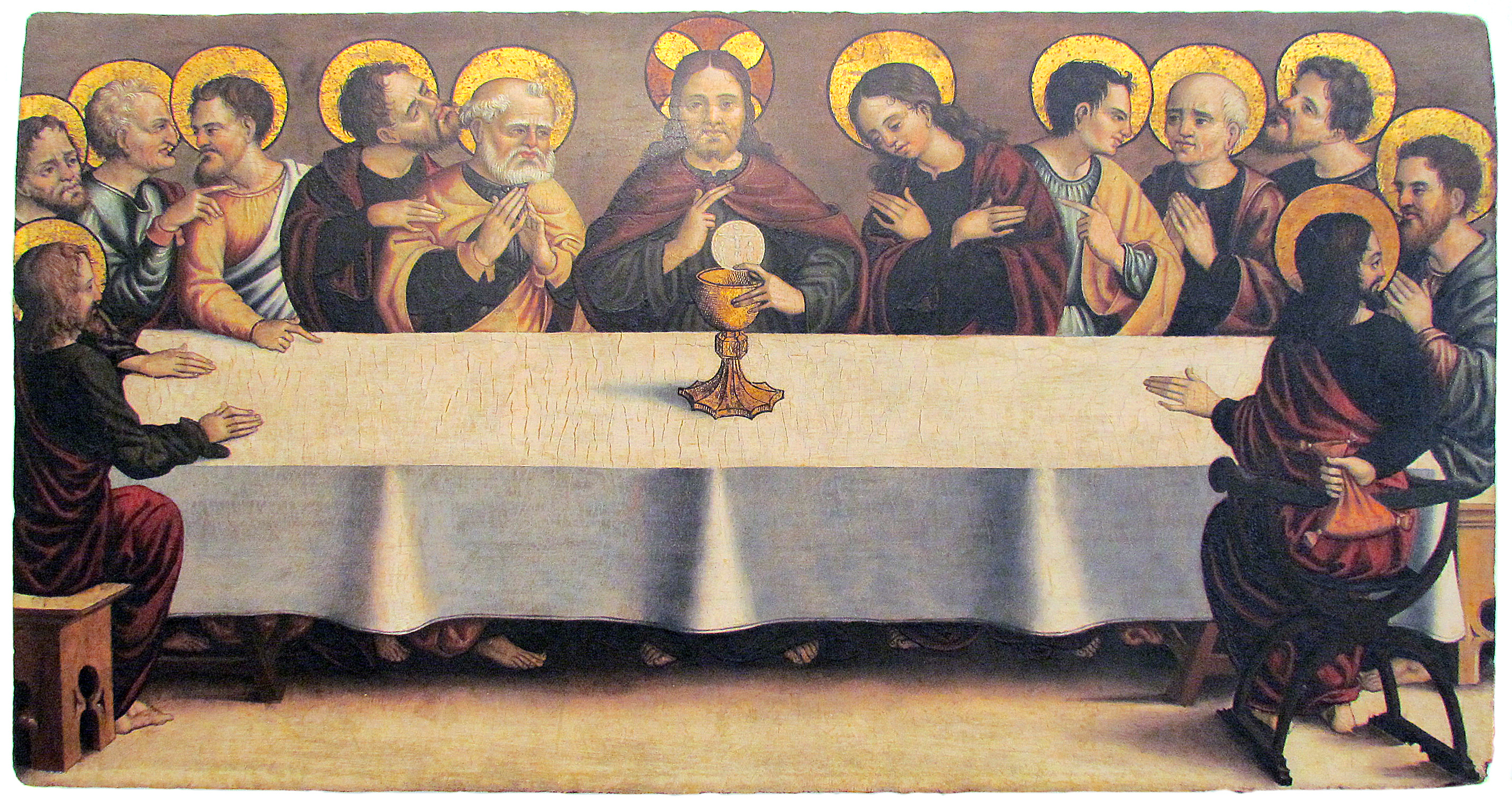
Ultima Cena, museo Mandralisca, Cefalù.

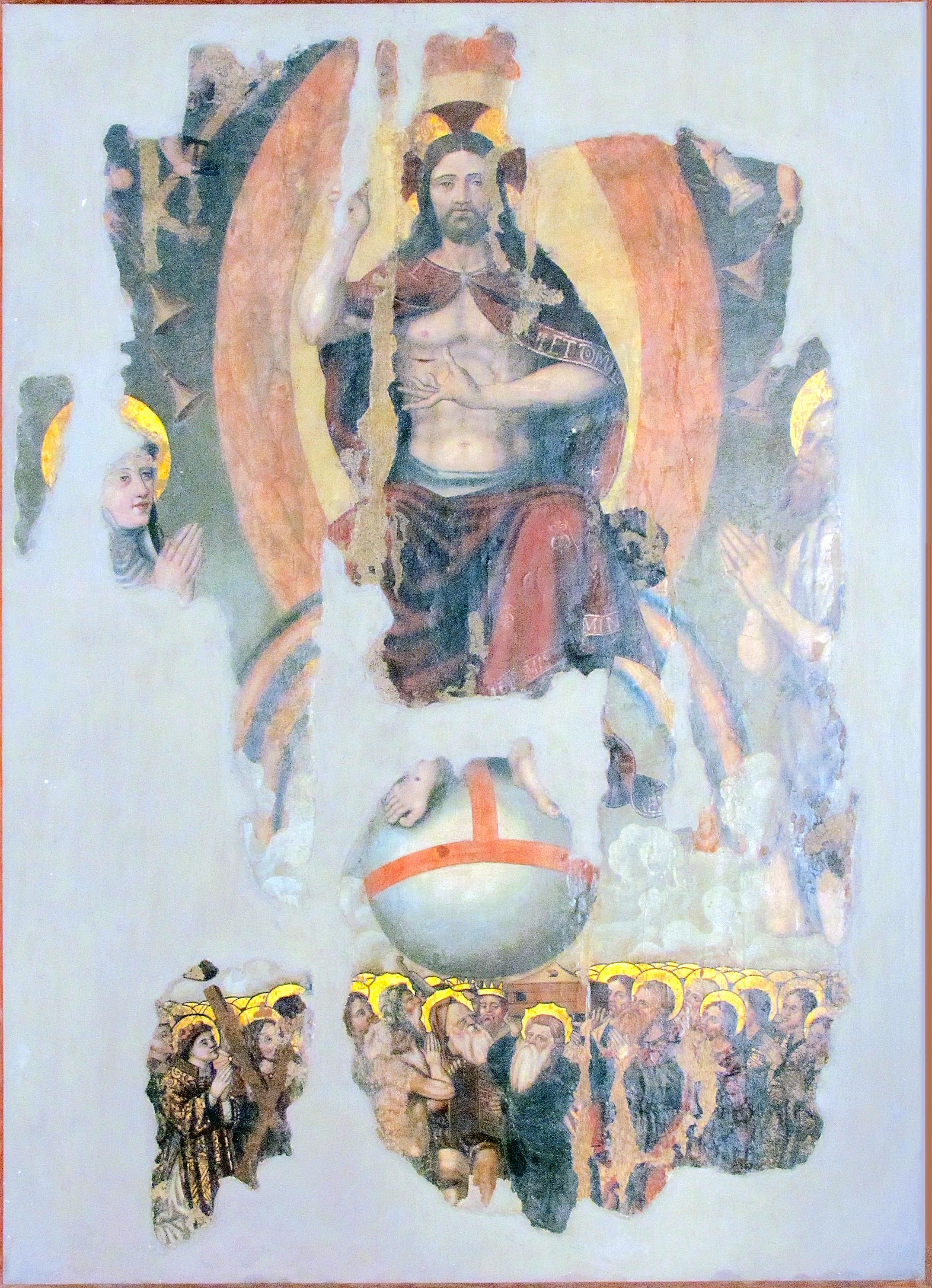
Giudizio Universale, museo Mandralisca, Cefalù.

Artista valenzano altrimenti noto come Juan de Matta. Poche e frammentarie notizie biografiche, circa la formazione professionale è noto un soggiorno a Napoli all'inizio del '500. In seguito è documentato in Sicilia come "pictor hispanicus e habitator policci".
Particolarmente attivo nell'area madonita. Da Polizzi Generosa, città nella quale il pittore risiedeva, dirigeva la sua bottega. L'artista è documentato a Palermo nel periodo a cavallo tra il 1536 e il 1537.
Altre opere sono documentate a Termini Imerese, Caltagirone, Sutera.

## Opere

### Enna e provincia

#### Nicosia
- 1535, Sant'Eligio, dipinto documentato nell'aula capitolare della cattedrale di San Nicolò.

### Palermo e provincia

#### Caltavuturo
- XVI secolo, Adorazione dei Magi, dipinto custodio nel duomo dei Santi Apostoli Pietro e Paolo.[3]

#### Cefalù
- XVI secolo, Ultima Cena, dipinto appartenente alla raccolta del Museo Mandralisca.
- 1530 - 1539, Giudizio Universale,[4] olio su tavola (pala d'altare) trasportato su tela raffigurante Cristo Giudice ritratto tra la Vergine Maria e San Giovanni Battista, in basso le anime degli eletti, opera facente parte della collezione dell'avvocato Cirincione, legata al comune di Cefalù e da questo ceduta in deposito permanente al Museo Mandralisca.

#### Polizzi Generosa
Chiesa di Santa Maria Assunta:
- 1521, Andata al Calvario copia del celebre Spasimo di Sicilia, opera pittorica realizzata a ridosso, o comunque in un tempo assai prossimo, all'arrivo a Palermo del celebre quadro di Raffaello Sanzio.[3]
- 1524, Tre angeli cantori, olio su tavola.
- 1540c., Strage degli Innocenti, tempera.[3]
- 1540c., Martirio dei Diecimila Martiri, olio su tela.[3]
- XVI secolo, Custodia del Sacramento,[6] decorazione postuma di apparato marmoreo.
- XVI secolo, Deposizione dalla croce, opera documentata.[3]

- 1530c., Compianto su Cristo Morto con San Sebastiano e Santa Caterina d'Alessandria, dipinto commissionato dalla famiglia La Farina, opera proveniente dalla chiesa di Santa Maria di Gesù dell'Ordine dei frati minori osservanti e custodito nella chiesa di San Girolamo.
- 1541, Madonna del Carmine, olio su tela, opera custodita nella chiesa del Carmine.
- XVI secolo, San Gandolfo e storie della sua vita, trittico,[7] chiesa del Collegio di Maria già chiesa di San Gandolfo La Povera.[8]

#### Pollina
- XVI secolo, Santi Giovanni e Paolo, dittico, opera custodita nel duomo dei Santi Giovanni e Paolo.[3]

#### Altro
- 1536, Gonfalone processionale, parte dipinta raffigurante Annunciazione, Cristo Risuscitato, Trasfigurazione, gli Apostoli, San Michele Arcangelo, San Giovanni Evangelista, manufatto commissionato dalla confraternita di San Giovanni Evangelista.[1]